# Volvarina nyssa
Volvarina nyssa is een slakkensoort uit de familie van de Marginellidae. De wetenschappelijke naam van de soort is voor het eerst geldig gepubliceerd in 1971 door Roth & Coan.